# کنفدراسیون سازمان‌های ژاپن برای آسیب‌دیده‌های بمب‌های اتمی و هیدروژنی
کنفدراسیون سازمان‌های ژاپن برای آسیب‌دیده‌های بمب‌های اتمی و هیدروژنی (انگلیسی: Japan Confederation of A- and H-Bomb Sufferers Organizations) گروهی که در سال ۱۹۵۶ توسط «هیباکوشا» :کلمه ژاپنی برای قربانیان بازمانده از انفجار بمب‌های سال ۱۹۴۵ هیروشیما و ناگاساکی تشکیل شد با هدف فشار آوردن بر دولت ژاپن برای بهبود حمایت از قربانیان و اعمال نفوذ برای لغو جنگ‌افزارهای هسته‌ای.

## افتخارات
- جایزه ۲۰۱۰ برای فعالیت‌های اجتماعی (اجلاس جهانی برندگان جایزه صلح نوبل)
- مرکز بین‌المللی صلح مستقر در سوئیس (IPB) هیباکوشا را برای جایزه صلح نوبل نامزد کرد. ۱۹۸۵، ۱۹۹۴، ۲۰۱۵.[۲][۳]
- جایزه صلح نوبل ۲۰۲۴، به‌خاطر فعالیت‌هایش علیه سلاح‌های هسته‌ای، در کمک به قربانیان و بازماندگان هیباکوشا؛ از بمباران اتمی هیروشیما و ناکازاکی در سال ۱۹۴۵. و به‌خاطر «تلاش‌هایش برای دستیابی به جهانی عاری از سلاح‌های هسته‌ای و استناد به شهادت شاهدان که هرگز نباید دوباره از سلاح‌های هسته‌ای استفاده کرد».[۴][۵]